# Cynodontidae
A Cynodontidae a csontos halak (Osteichthyes) főosztályának sugarasúszójú halak (Actinopterygii) osztályába, a pontylazacalakúak (Characiformes) rendjébe tartozó család. 

5 nem és 14 faj tartozik a családhoz.

## Rendszerezés
Az alábbi nemek és fajok tartoznak a családhoz.

### Cynodontinae
A Cynodontinae alcsaládba 3 nem és 8 faj tartozik. 
- Cynodon (Agassiz, 1829) – 3 faj
  - Cynodon gibbus
  - Cynodon meionactis
  - Cynodon septenarius

- Hydrolycus (Müller & Troschel, 1844) 4 – faj
  - Hydrolycus armatus
  - Hydrolycus scomberoides
  - Hydrolycus tatauaia
  - Hydrolycus wallacei

- Rhaphiodon (Spix & Agassiz, 1829) – 1 faj 
  - Rhaphiodon vulpinus

### Roestinae
A Roestinae alcsaládba 2 nem és 6 faj tartozik. 
- Gilbertolus (Eigenmann & Ogle, 1907) – 3 faj
  - Gilbertolus alatus
  - Gilbertolus atratoensis
  - Gilbertolus maracaiboensis

- Roestes (Günther, 1864) – 3 faj 
  - Roestes itupiranga
  - Roestes molossus
  - Roestes ogilviei